# Umor na Manhattnu
Umor na Manhattnu (angleško Manhattan Murder Mystery) je ameriški komično-detektivski film iz leta 1993, ki ga je režiral Woody Allen ter zanj napisal scenarij skupaj z Marshallom Brickmanom. Woody Allen kot Larry Lipton z ženo Carol (Diane Keaton) raziskuje umor svoje sosede Lillian (Lynn Cohen), za kar sumita njenega moža Paula (Jerry Adler).
Scenarij je bil eden od Allenovih in Brickmanovih osnutkov za film Annie Hall. Sčasoma sta ga razvila in leta 1992 so začeli snemati na Manhattnu. Ob premieri avgusta 1993 je film prejel pozitivne kritike. Diane Keaton je bila nominirana za zlati globus za najboljšo glavno žensko vlogo v komediji ali muzikalu. Na spletni strani Rotten Tomatoes je film prejel oceno 93%.
Za Zacha Braffa je bila to debitantska filmska vloga, za Allena in Keatonono pa osma in zadnja skupna filmska vloga.

## Vloge
- Diane Keaton kot Carol Lipton
- Woody Allen kot Larry Lipton
- Alan Alda kot Ted
- Anjelica Huston kot Marcia Fox
- Jerry Adler kot Paul House
- Lynn Cohen kot Lillian House
- Melanie Norris kot Helen Moss
- Marge Redmond kot ga. Dalton
- Joy Behar kot Marilyn
- Ron Rifkin kot Sy
- Zach Braff kot Nick Lipton
- Sylvia Kauders kot sosed